# Zevendedagsadventistendieet
Het zevendedagsadventistendieet wordt gehouden door leden van het Kerkgenootschap der Zevendedagsadventisten. Het houdt verband met de spijswetten die worden voorgeschreven in de boeken Deuteronomium en Leviticus in het Oude Testament van de christelijke Bijbel.  
De idee achter dit dieet is dat alles wat men eet ter ere van God moet zijn. Daarbij hoort een gezonde levensstijl, zoals onthouding van alcoholische dranken en tabakswaren. Daarnaast wordt het eten van vlees van onreine dieren, zoals deze onder andere staan vermeld in Leviticus 11, nagelaten. Veel adventisten zijn vegetariërs of lacto-vegetariërs en ook wel veganisten.
Wat betreft het vlees van zoogdieren wordt alleen dat van herkauwers en dieren met gespleten hoeven toegestaan, derhalve ook niet van  waterzoogdieren. Wat betreft gevogelte worden alle vogels die geen watervogels of roofvogels zijn toegestaan. Wat betreft vis worden alleen vissen met schubben en vinnen toegestaan. Schaal- en schelpdieren, paling en dergelijke zijn niet toegestaan. In zijn algemeenheid geldt dat aaseters consumeren niet is toegestaan. 
Scherpe kruiden en additieven zoals kleurstoffen en smaakversterkers worden afgeraden, evenals producten die cafeïne bevatten, zoals koffie en thee. De adventkerk beveelt een dieet aan van groenten, peulvruchten, fruit, granen en noten, weinig melk en weinig of geen eieren.